# 검은볏과일박쥐
검은볏과일박쥐(Chironax melanocephalus)는 큰박쥐과에 속하는 박쥐의 일종이다. 검은볏과일박쥐속(Chironax)의 유일종이다.

## 특징
작은 박쥐로 몸통 길이가 60~78mm이고 전완장이 41.3~47.5mm이다. 발 길이가 9.2~10mm이고, 귀 길이가 9~13mm, 몸무게가 최대 20g이다. 털이 짧고 무성하며 보슬보슬하다. 등 쪽 털은 짙은 회색부터 짙은 갈색까지 다양하며 머리는 거무스레하다. 반면에 배 쪽은 밝은 갈색빛 회색을 띤다.

## 생태
나무 잎 사이 또는 얕은 동굴 속에 2~8마리씩 작은 무리를 지어 은신한다. 먹이로 무화과나무속 종을 먹는다. 1월과 4월 사이에 말레이반도와 3월과 4월 사이에 술라웨시섬에서 새끼를 밴 암컷이 관찰된다. 한 번에 한 마리의 새끼를 낳는다.

## 분포 및 서식지
태국과 말레이반도, 인도네시아에 널리 분포한다. 해발 약 600m 이하의 저지대와 구릉 지대, 산악 지대 숲에서 서식한다.

## 아종
3종의 아종이 알려져 있다.
- C. m. melanocephalus - 태국 남부 라농주와 수랏타니주, 나콘시탐마랏주, 얄라주, 말레이반도, 수마트라섬, 서자와섬. 니아스섬에서도 서식하는 것으로 추정
- C. m. dyasae (Maharadatunkamsi, 2012) - 보르네오섬
- C. m. tumulus (Bergmans & Rozendaal, 1988) - 술라웨시섬